# Lukanja
Lukanja – wieś w Słowenii, w gminie Slovenska Bistrica. W 2018 roku liczyła 2 mieszkańców.